# Daman des arbres
Dendrohyrax dorsalis
Espèce
Statut de conservation UICN

 LC  : Préoccupation mineure
Dendrohyrax dorsalis est une espèce de mammifère nocturne de la famille des Procaviidae vivant en forêt équatoriale particulièrement. C'est un des quelques damans que l'on classe sous le nom de Damans des arbres. 

## Description et éléments d'écologie
C'est une des espèces de daman des arbres d’Afrique (il y en aurait 3 à 5 différentes dont D. validus : (en montagnes, îles et côtes orientales) et D. arboreus, mais celle-ci semble être la plus présente sur le Golfe de Guinée. Il se distingue des autres damans par une fourrure grossière parfois épaisse, la présence d'une tache de fourrure blanche sous le menton et sur les petites oreilles arrondies, l'absence de poils sur le museau, et zone nue de 42-72 mm de long et fourrure dorsale blanche. Le reste de la robe est assez sombre. La taille est d’environ 30 à 60 cm de long pour un ‘poids’ généralement entre 2 et 5 kg. Il se nourrit surtout de feuilles, de fruits et semble apprécier les herbes aromatiques. Ils sont territoriaux, et ont un fort cri d’alerte “Mamannnn !”. 
Les damans des arbres de l'Ouest ont tendance à être solitaires et ne se trouvent qu'occasionnellement en groupes de deux ou trois. Ils sont nocturnes et se nourrissent généralement la nuit. Il a été noté que cette espèce est un grimpeur particulièrement habile. En captivité, il a été observé qu'ils grimpaient facilement le bord d'une porte ouverte, tout en étant capables d'escalader rapidement des troncs d'arbres lisses. Ils sont aidés à grimper avec leurs coussinets noirs et souples avec de nombreuses crêtes. Des animaux captifs ont été observés, utilisant leurs dents pour s'accrocher aux fils et aux lianes tout en grimpant.  
La période de gestation est d'environ huit mois avec une portée d'un ou deux petits.
Les prédateurs communs de ce daman sont les aigles, les léopards, les faucons, les servals, les pythons et les chats dorés, en plus d'être parfois chassés par les humains pour se nourrir. À Bossou, en Guinée, il existe une association écologique notable avec les chimpanzés. Un chimpanzé à Bossou a été observé en train de capturer un daman des arbres de l'ouest, de le transporter jusqu'à son nid, de dormir avec et de le toiletter. Cela suggère que les chimpanzés de Bossou ne considèrent peut-être pas les damans comme une proie. 
Il est présent en Afrique de l'Ouest et du Centre au Bénin, Cameroun, République centrafricaine, République du Congo, République démocratique du Congo, Côte d'Ivoire, Guinée équatoriale, Gabon, Gambie, Ghana, Guinée, Guinée-Bissau, Liberia, Rwanda, Sénégal, Sierra Leone, Soudan du Sud, Togo, Ouganda, et peut-être au Nigeria. Il vit en forêts humides subtropicales ou tropicales, dans les terres basses et les forêts (même côtières), et les savanes un minimum boisées.